# Contea di Carroll (Virginia)
La contea di Carroll (in inglese Carroll County) è una contea dello Stato della Virginia, negli Stati Uniti. La popolazione al censimento del 2000 era di 29 245 abitanti. Il capoluogo di contea è Hillsville.